# 1896年アテネオリンピックの陸上競技・男子マラソン
男子マラソンは、1896年に開催された夏季オリンピックの陸上競技のプログラムの1つとして考案された特別なレースである。5か国から17人の選手が参加した。陸上競技のプログラムの要となる競技であった。ギリシア人のスピリドン・ルイスが勝利し、陸上競技におけるギリシア人唯一の勝利となった。

## 背景
ミシェル・ブレアルは、フェイディピデスの伝説から着想し、マラトンからアテネまでのレースを考案した。このようなマラソンレースの最初は、オリンピックのマラソンへの予選を兼ねたギリシアの国内大会でありハリラオス・バシラコスが優勝した。1896年のときのマラソンの長さは約40 km (25 mi)であった。
参加したのは25人であったが、実際に走ったのは17人であった。
少なくとも1人の女性スタマタ・レヴィチがレースに参加しようとしたが、却下された。公式には締め切り後のエントリーが理由とされたが、非公式には性別が理由であった。彼女は翌日に1人でコースを走り、5時間半で走り切った。
また、メルポメネという女性が走ろうとしたという記述があるが、これが2番目の女性であるのかレヴィチであるのかについては議論がある。

## 概要
1500メートル走と同様、アルバン・レムゾーが序盤でトップに立った。エドウィン・フラックとアーサー・ブレイクが2位と3位を維持していたが、23キロ地点でブレイクが脱落、32キロ地点でレムゾーが脱落し、フラックを抜いてスピリドン・ルイスが先頭に立った。
その後、ペースを維持するのに疲れたフラックは、残り3キロ地点で脱落し、ルイスが単独で先頭に立ち、3時間を1分10秒切るタイムで40キロのレースを終えた。
バシラコスが2位に入り、スピリドン・ベロカスが3位に入った。ベロカスはケッルネル・ジュラの追撃を振り切り、ギリシア勢が3位まで独占したかに思えた。しかし、ケッルネルはベロカスがレースを棄権した後に馬車でコースの一部を走ったとして抗議を申し立て、抗議が認められベロカスは失格になった。

## 結果

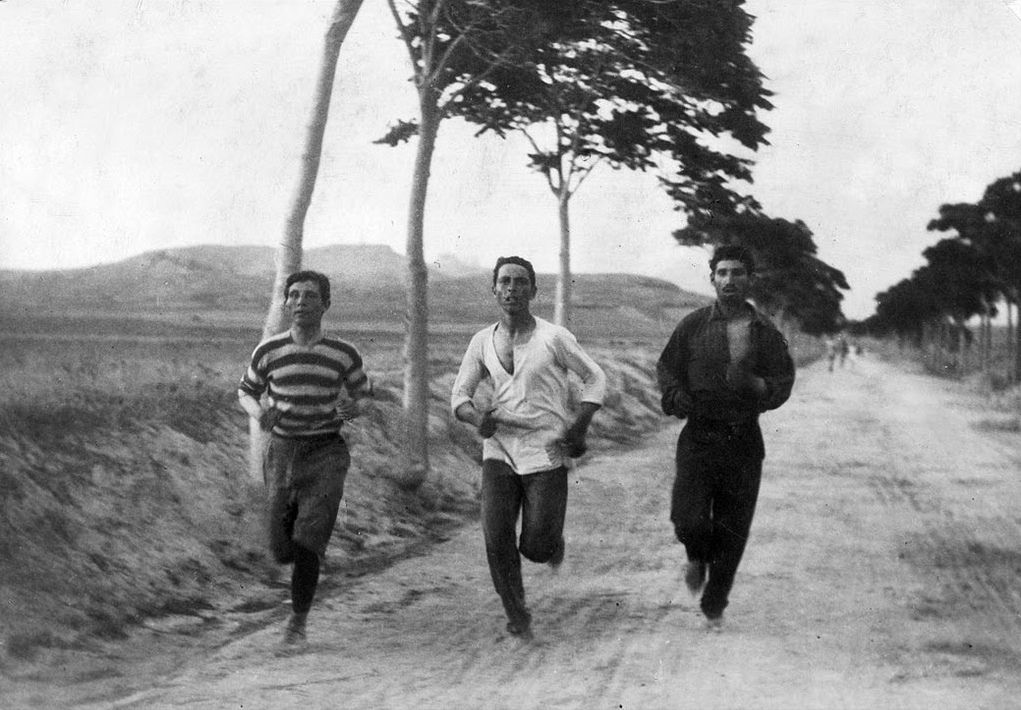
Burton Holmesが撮影した写真。題："1896: Three athletes in training for the marathon at the Olympic Games in Athens"（アテネのオリンッピクでマラソンのトレーニングをする3人の選手）

| 順位 | 選手                    | 国             | タイム      | 備考  |
| ---- | ----------------------- | -------------- | ----------- | ----- |
| 1    | スピリドン・ルイス      | ギリシャ       | 2:58:50     | OR    |
| 2    | ハリラオス・バシラコス  | ギリシャ       | 3:06:03     |       |
| 3    | ケッルネル・ジュラ      | ハンガリー     | 3:06:35     |       |
| 4    | Ioannis Vrettos         | ギリシャ       | 不明        |       |
| 5    | Eleftherios Papasymeon  | ギリシャ       | 不明        |       |
| 6    | Dimitrios Deligiannis   | ギリシャ       | 不明        |       |
| 7    | Evangelos Gerakeris     | ギリシャ       | 不明        |       |
| 8    | Stamatios Masouris      | ギリシャ       | 不明        |       |
| 9    | Sokratis Lagoudakis     | ギリシャ       | 不明        | [ 1 ] |
| —    | エドウィン・フラック    | オーストラリア | DNF (37 km) |       |
| —    | アルバン・レムゾー      | フランス       | DNF (32 km) |       |
| —    | Ioannis Lavrentis       | ギリシャ       | DNF (24 km) |       |
| —    | Georgios Grigoriou      | ギリシャ       | DNF (24 km) |       |
| —    | アーサー・ブレイク      | アメリカ合衆国 | DNF (23 km) |       |
| —    | Ilias Kafetzis          | ギリシャ       | DNF (9 km)  |       |
| —    | Dimitrios Christopoulos | ギリシャ       | DNF (? km)  |       |
| DSQ  | スピリドン・ベロカス    | ギリシャ       | 3:06:30     |       |